# Saint-Mihiel
Saint-Mihiel – miejscowość i gmina w północno-wschodniej Francji, w regionie Grand Est, w departamencie Moza. Leży na prawym brzegu Mozy, na terenie historycznej Lotaryngii.
Według danych na rok 1990 gminę zamieszkiwało 5367 osób, a gęstość zaludnienia wynosiła 163 osób/km² (wśród 2335 gmin Lotaryngii Saint-Mihiel plasuje się na 82. miejscu pod względem liczby ludności, natomiast pod względem powierzchni na miejscu 48.).
Podczas I wojny światowej w dniach 12–15 września 1918 roku w rejonie Saint-Mihiel miała miejsce duża bitwa z udziałem Amerykańskich Sił Ekspedycyjnych (AEF) i 110 tysięcy żołnierzy francuskich pod dowództwem generała Johna J. Pershinga przeciwko wojskom niemieckim.